# Perilampus chrysis
Perilampus chrysis är en stekelart som först beskrevs av Fabricius 1787.  Perilampus chrysis ingår i släktet Perilampus och familjen gropglanssteklar. Inga underarter finns listade i Catalogue of Life.